# Saint-Léger-Dubosq
Saint-Léger-Dubosq är en kommun i departementet Calvados i regionen Normandie i norra Frankrike. Kommunen ligger i kantonen Dozulé som ligger i arrondissementet Lisieux. År 2022 hade Saint-Léger-Dubosq 239 invånare.

## Befolkningsutveckling
Antalet invånare i kommunen Saint-Léger-Dubosq
Referens:INSEE